# Longvissen
Longvissen (Dipnoi) zijn een onderklasse van tropische, in zoetwater levende vissen die nauw verwant zijn aan de viervoeters (Tetrapoda). Ze worden ingedeeld in de klasse der kwastvinnigen (Sarcopterygii). Longvissen zijn vooral bekend vanwege hun primitieve kenmerken: naast kieuwen bezitten ze een of twee longen en zijn zij in staat om door ademhaling zuurstof uit de lucht op te nemen zoals landdieren dat ook doen. De ledematen lijken ook meer op poten dan op vinnen en ze kunnen zich dan ook goed voortbewegen in een modderige omgeving. 
Longvissen leven in beperkte rivier- en moerasgebieden in Zuid-Amerika, Afrika en Australië. Ook wanneer hun omgeving uitdroogt, kunnen zij een periode van droogte soms goed overleven. Er zijn zes soorten bekend, vier in Afrika, een in Zuid-Amerika en een in Australië. Alle soorten hebben een langgerekt lichaam, vier ledematen en een enkele staartvin. De kop is verbreed en heeft twee kleine, zijwaarts geplaatste ogen.
De oudste fossielen van longvissen dateren uit het Devoon. In het fossielenbestand is te zien dat longvissen al sinds het Trias veel voorkomen. Vermoedelijk is dit het gevolg van allopatrische soortvorming die beperkt is tot het Mesozoïsche supercontinent Gondwana. Anderzijds is het ook mogelijk dat de huidige verspreiding van longvissen het gevolg is van diverse uitstervingen na het openbreken van Pangaea, Gondwana en Laurasia.

## Ademen
De Amerikaanse en Afrikaanse longvissen (Lepidosireniformes) leven in tropische gebieden die gevoelig zijn voor droogte. Het zijn obligate luchtademende vissen, vissen die verdrinken als ze onder water worden gehouden. Bij volwassen dieren zijn de kieuwen gereduceerd, vooral de kieuwplaatjes van de derde en vierde kieuwbogen. Dit voorkomt zuurstofverlies in de kieuwen in hypoxisch of zuurstofarm water. Zuurstofarm en zuurstofrijk bloed wordt gescheiden door een boezemtussenschot, een gedeeltelijk kamertussenschot en een spiraalklep in de conus arteriosus zodat zuurstofarm bloed van de spieren via het rechterhart richting de vijfde en zesde kieuwboog gaat, die vooral dienen om koolstofdioxide kwijt te raken en niet om zuurstof op te nemen. Hierna volgen de longen waar zuurstof op wordt genomen, waarna het zuurstofrijke bloed via het linkerhart naar de spieren wordt gepompt. Hiermee is dit bijna een volledige dubbele bloedsomloop. Zonder coronaire bloedsomloop moet het rechterhart het hier echter nog steeds doen met weinig zuurstof en deze dieren zijn dan ook weinig actief.
Fossiele longvissen hadden eveneens inwendige neusgaten en ook zij konden in tijden van nood dus lucht ademen. Fossiele longvissen konden, net als sommige moderne verwanten, de droge perioden buiten het water overleven, door zich in te graven in de modder.
De Australische longvis verschilt morfologisch aanmerkelijk van de andere longvissen. Zo is dit de enige facultatieve luchtademhalende vis en beschikt deze slechts over de rechterlong, al is het primordium van de linkerlong aanwezig tijdens de embryonale fase. De Australische longvis gebruikt zijn long niet bij hypoxie, maar bij verhoogde activiteit.

## Taxonomie
De taxonomie van longvissen heeft voor problemen gezorgd omdat zij zowel kenmerken gemeen hebben met in het water levende vissen als met de in het algemeen op het land levende viervoeters.
Ze worden afwisselend ingedeeld in een enkele orde, Dipnoi of Dipneustii, of in twee ordes, Lepidosireniformes (gekenmerkt door draadvormige ledematen en een paar longen) en Ceratodontiformes (gekenmerkt door brede vinnen en een enkele long). Met de tweede indeling omvatten de longvissen de volgende soorten:
- Orde: Lepidosireniformes (Amerikaanse en Afrikaanse longvissen)
  - Familie: Protopteridae (Afrikaanse longvissen)
    - Geslacht: Protopterus
      - Soort: Protopterus aethiopicus
        - Ondersoort: Protopterus aethiopicus aethiopicus
        - Ondersoort: Protopterus aethiopicus congicus
        - Ondersoort: Protopterus aethiopicus mesmaekersi

      - Soort: Protopterus amphibius
      - Soort: Protopterus annectens (West-Afrikaanse longvis)
        - Ondersoort: Protopterus annectens annectens
        - Ondersoort: Protopterus annectens brieni

      - Soort: Protopterus dolloi

    - Familie: Lepidosirenidae
      - Geslacht: Lepidosiren
        - Soort: Lepidosiren paradoxa
- Orde: Ceratodontiformes (Australische longvissen)
  - Familie: Ceratodontidae
    - Geslacht: Neoceratodus
      - Soort: Neoceratodus forsteri (Australische longvis)

## Geschiedenis
De longvissen worden gezien als een groep primitieve of basale vissen. De oudste fossielen van longvissen stammen uit het Devoon, waar zij met de placodermen en beenvissen de grootste groep vissen vertegenwoordigden.
Bij de uitstervingsgolf aan het begin van het Perm verdwenen de meeste vormen. De Australische longvis is de laatste vertegenwoordiger van deze groep.

## Zomerslaap
Afrikaanse longvissen en Amerikaanse longvissen doen aan estivatie, een soort zomerslaap. Er zijn nog andere diersoorten die dit gedrag vertonen, zoals het vogelbekdier en een grondeekhoorn.